# Belorusskaja-Radial'naja
Belorusskaja in russo Белору́сская? è una stazione della Linea Zamoskvoreckaja, la linea 2 della Metropolitana di Mosca. Disegnata dagli architetti Ivan Taranov e Nadezhda Bykova, fu inaugurata nel 1938 insieme alle altre stazioni della seconda tratta della metropolitana moscovita. La fermata prende nome dalla vicina stazione ferroviaria Belorusskij, dalla quale partono i treni verso la Bielorussia e verso l'Europa occidentale.

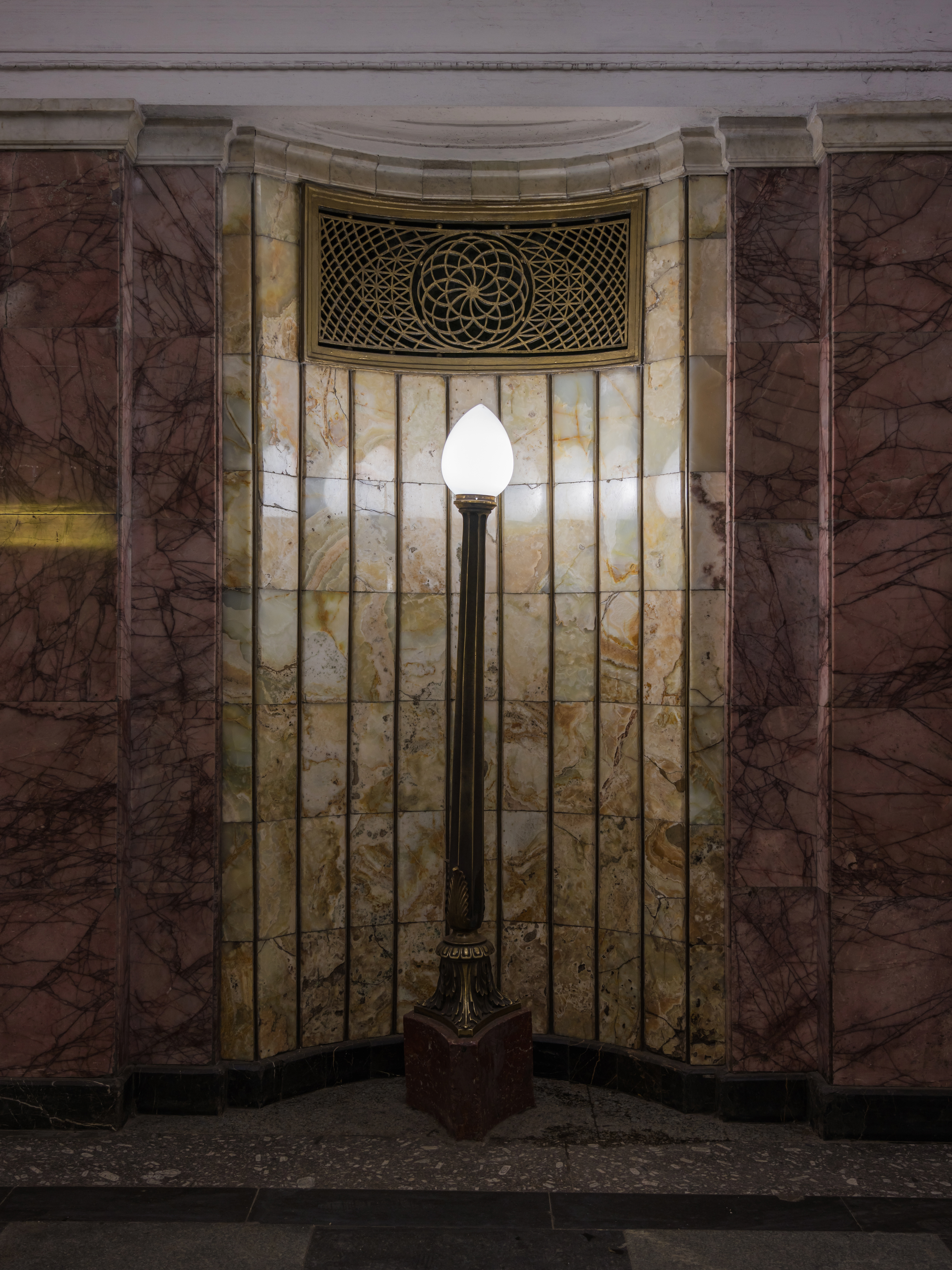
Le nicchie tra i piloni

La stazione è decorata con motivi nazionali bielorussi, tra cui i piloni rettangolari ricoperti in marmo rosa dal Birobidžan sull'esterno e in marmo nero davalu nei passaggi verso le banchine. L'illuminazione è garantita da lampade in bronzo che salgono dal pavimento e che decorano le nicchie tra i piloni; al termine del tunnel centrale vi è il busto di Vladimir Lenin.
La stazione è stata soggetta a diversi interventi di modernizzazione che hanno alterato il design iniziale. Il pavimento, inizialmente basato su ornamenti nazionali bielorussi, è stato sostituito con piastrelle quadrate in marmo nero e grigio. Le mura erano inizialmente coperte da piastrelle in ceramica color indaco, ma nel 2004 furono sostituite da marmo sempre color indaco.
Nel 1952 fu aggiunta una serie di scale al lato meridionale del tunnel centrale, con un collegamento verso la stazione Belorusskaja della Linea Kol'cevaja. Nel 1958 fu testato a Belorusskaja per la prima volta nella Metropolitana di Mosca un sistema di controllo con fotoelementi per la guida dei treni.
Quotidianamente la stazione sopporta un carico di 139.700 passeggeri che provengono dalla linea circolare, mentre 45.950 persone entrano dagli accessi della stazione stessa; l'ingresso è stato costruito all'interno della stazione ferroviaria Belorusskij.